# David Chingunji
David Jonatão "Samwimbila" Chingunji (Angola, 1945 — Cavimbe, Bocoio, 18 de julho de 1970) foi um militar e político angolano. Serviu como um dos principais comandantes das Forças Armadas de Libertação de Angola (FALA), o braço armado da União Nacional para a Independência Total de Angola (UNITA), um grupo pró-ocidente durante a Guerra de Independência de Angola (1961-1974).

## Biografia
Seu pai era Eduardo Jonatão Chingunji, um professor e educador das escolas da Missão da Chissamba, que foi importante líder anticolonial. Seus irmãos eram Kafundanga Chingunji e Tito Chingunji, também lideranças anticoloniais. Seu irmão Tito Chingunji serviu como secretário das relações externas da UNITA nos anos 1980 e início dos 1990.

## Morte e consequências
Chingunji morreu quando as forças da UNITA tentaram emboscar as forças portuguesas em julho de 1970 na vila de Cavimbe, no município de Bocoio, na província de Benguela. O jornalista britânico Fred Bridgland, biógrafo do líder da UNITA Jonas Savimbi, afirmou que temendo um concorrente pelo controle da UNITA, ordenou o assassinato de Chingunji supostamente por se opor à esta específica operação militar. Algumas testemunhas afirmam que assassinos não portugueses dispararam em Chingunji pelas costas. David Samwimbila Chingunji havia treinado na República Popular da China e era um dos mais importantes nomes maoístas da UNITA — justamente quando o partido iniciava seu percurso de pagmatização e abandono gradual do maoísmo —, com o governo chinês o nomeando abertamente como um possível sucessor de Savimbi. Grande parte dos seus familiares, com excepção de alguns poucos nomes como seu sobrinho Dinho, morreram em circunstâncias misteriosas. Vinte e um anos depois, Tito Chingunji, à altura o líder da ala de oposição à Savimbi dentro da UNITA, também foi assassinado em 1991 em circunstâncias que ainda não são totalmente compreendidas.